# Diphyus ventralis
Diphyus ventralis är en stekelart som först beskrevs av Cresson 1865.  Diphyus ventralis ingår i släktet Diphyus och familjen brokparasitsteklar. Inga underarter finns listade i Catalogue of Life.